# Michele Bertucci

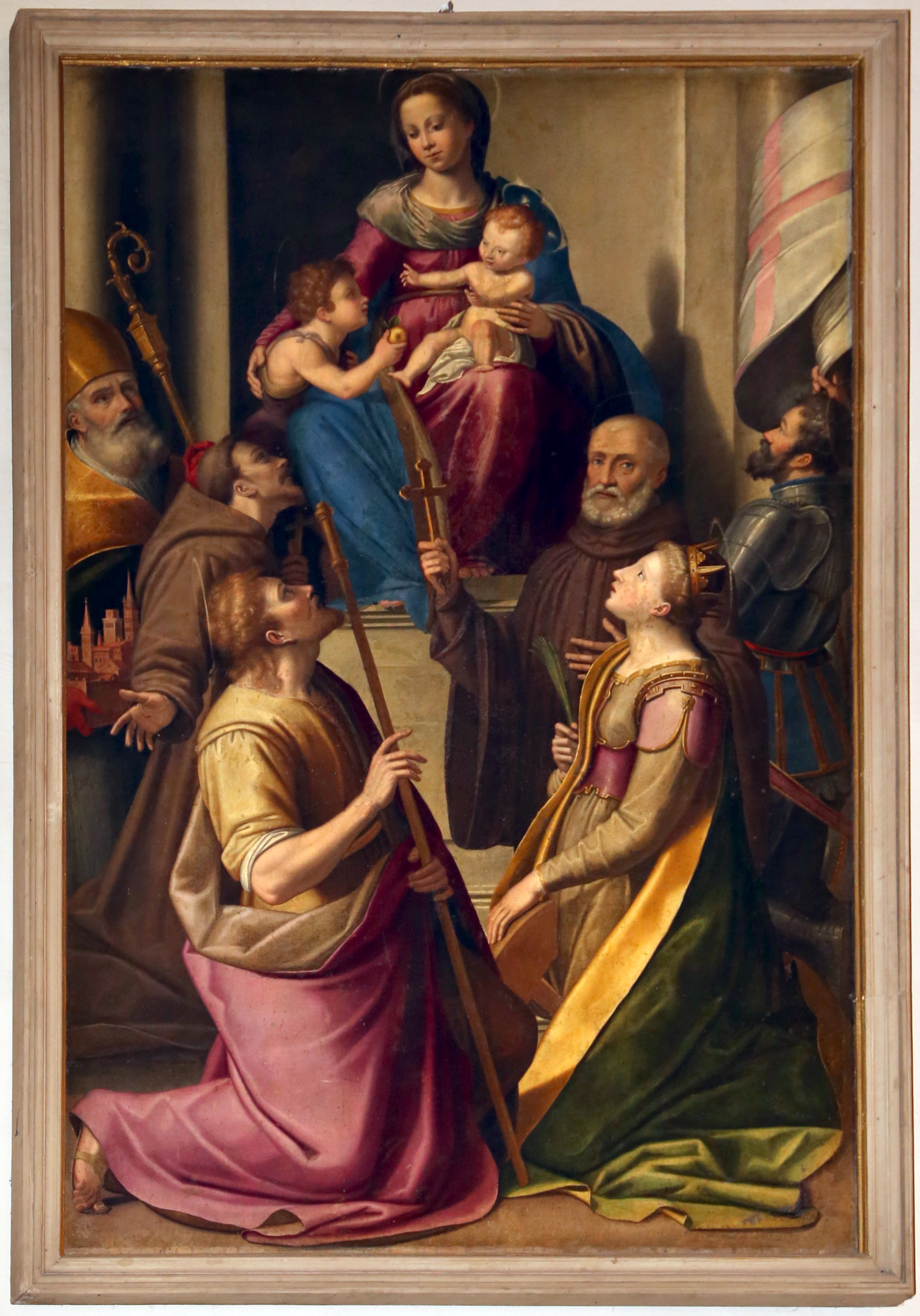
Madonna col Bambino e sette santi, San Mercuriale, Forlì

Michele Bertucci (Faenza, 1493 – Faenza, 1520) è stato un pittore italiano.

## Biografia
Michele Bertucci, figlio di Giovanni Battista Bertucci il Vecchio, fratello di Jacopo Bertucci e zio di Giovanni Battista Bertucci il Giovane nasce a Faenza intorno al 1493 e muore nel 1520.
Di lui non ci sono giunte molte notizie, sappiamo che fu educato nella bottega del padre e che si impegnò a portare a termine un'opera del padre nella cappella di San Paolo a Faenza. La sua carriera fu molto breve e durò solo quattro anni; di questa conosciamo la "Madonna in trono col bambino e i santi", che si trova nella Basilica di San Mercuriale a Forlì, che mostra chiari rapporti con la 'Carità' di Andrea nel chiostro dello scalzo a Firenze. Troviamo poi la 'Madonna fra i ss. Girolamo e Maddalena’, dipinta nel 1520 sempre a Forlì. Da tali opere emergono le dirette conoscenze dei modelli fiorentini di fra' Bartolomeo e di Andrea del Sarto.

## Opere
A Forlì ha realizzato opere per la Basilica di San Mercuriale e l’opera "Madonna in trono col bimbo e santi". Nella Pinacoteca di Forlì ha realizzato "Madonna con bambino e i ss. Gerolamo e Maddalena", dedicato a Ludovico Emilani.